# Euphorbia pampeana
Euphorbia pampeana là một loài thực vật có hoa trong họ Đại kích. Loài này được Speg. mô tả khoa học đầu tiên năm 1893.